# Afrički ljiljan
Afrički ljiljan (lat. Agapanthus africanus), višegodišnja zeljasta biljka iz porodice zvanikovki (Amaryllidaceae), porijeklom iz Afrike. Afrički ljiljan čest je ukras u toplim klimama, a uzgaja se zbog velikih sferičnih cvjetnih grozdova. Cvjetovi su dvospolnik, u obliku lijevka i tipično plave, ljubičaste ili bijele boje; grozdovi se nalaze na dugim peteljkama. Atraktivno, debelo, tamnozeleno lišće u obliku je mača, duguljasti, uski, dugi do 30. cm.

## Rasprostranjenost
Autohton je na Rtu dobre nade odakle je uvezen po nekim drugim zemljama.

## O uzgoju
Ako se uzgajaju u klimi s mrazom, moraju se držati u posudama i premjestiti u zatvorene prostore kako bi preživjeli hladno vrijeme.

## Sinonimi
Postoje brojni sinonimi;  bazionim je Crinum africanum L.